# ミスト氷河
ミスト氷河（英語、Mist Glacier）とは、少なくとも北アメリカ大陸西部に2つ存在する氷河である。

## ロブソン山のミスト氷河

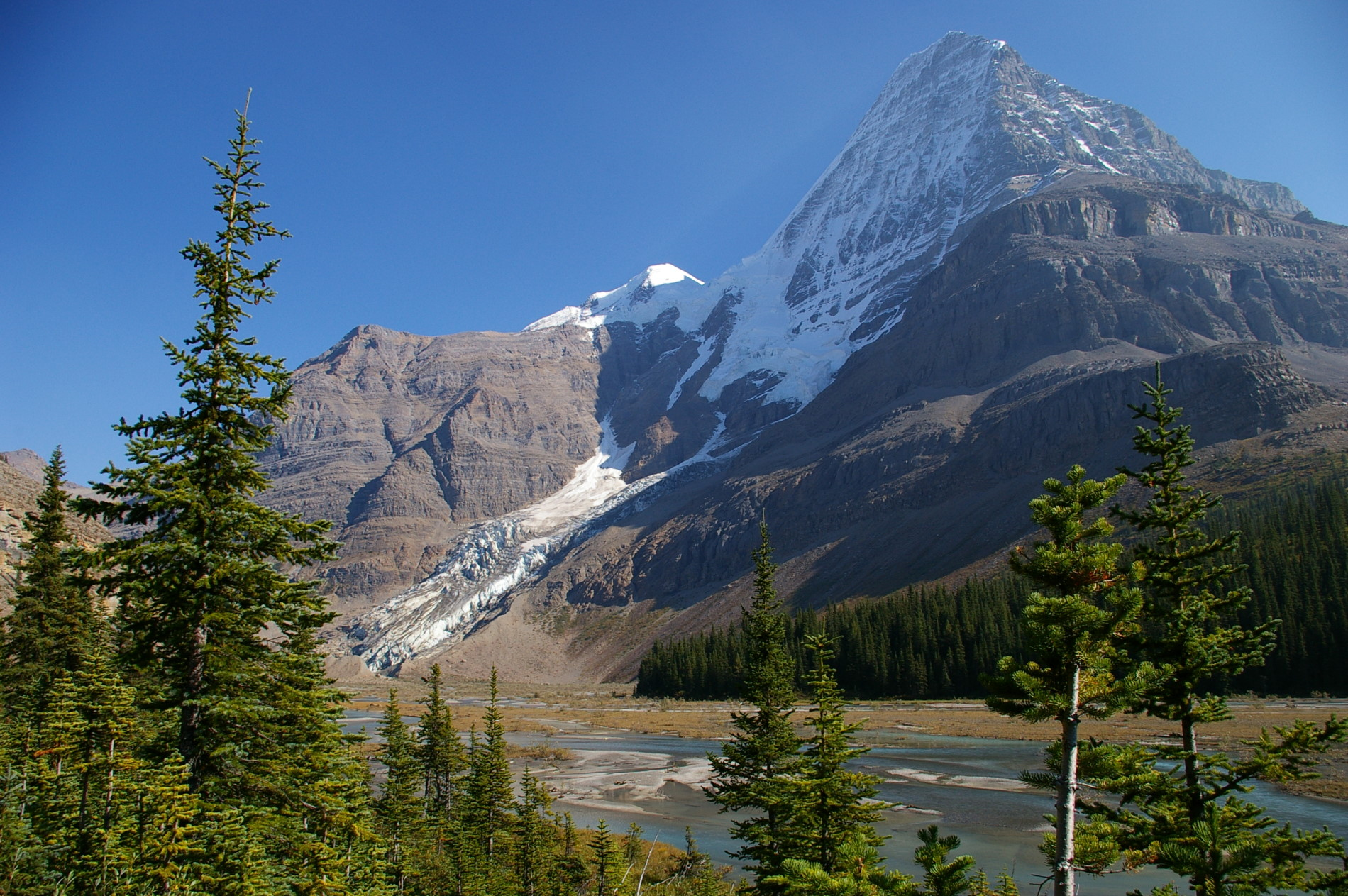
ロブソン山のミスト氷河。後方に見える山がロブソン山である。なお、手前に見えている川はロブソン川であり、この氷河の融解水も、この川へと流れ込んでいる。

こちらのミスト氷河は、おおよそ北緯53度07分42秒、西経119度10分00秒付近に位置する

。
なお、この場所はカナダのブリティッシュコロンビア州に属しており、この付近は同州によりロブソン山州立公園に指定されている。この氷河は、カナディアンロッキーにおける最高峰とされているロブソン山（標高3954m）の山麓に存在する氷河の1つである。標高の高い場所に積もった雪が氷となって、それが氷のまま流れ出すことが、この氷河の成因である。

## ハリア山のミスト氷河
こちらのミスト氷河は、おおよそ北緯51度52分30秒、西経118度07分00秒付近に位置する

。
なお、この場所はカナダのブリティッシュコロンビア州に属している。この氷河は、ハリア山（英語、Halia Mountain、標高2781m

、参考地図）の南側斜面に存在する

。
標高の高い場所に積もった雪が氷となって、それが氷のまま流れ出すことが、この氷河の成因である。